# Garden-party
Pour les articles homonymes, voir Garden Party.

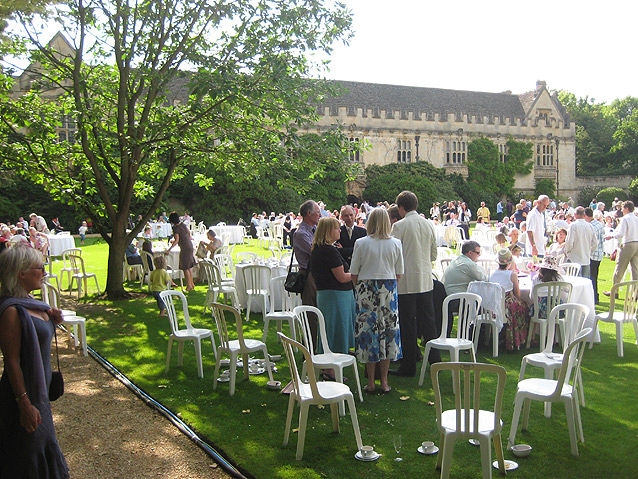
Garden-party à St. John's College (université d'Oxford), en 2009.

Une garden-party est une réception relativement formelle, donnée en plein air dans un parc ou un jardin au cours de laquelle les invités se voient servir des boissons et de la nourriture sous forme de buffets. La garden-party est un rassemblement social qui peut avoir un certain prestige contrairement à un pique-nique ou à un barbecue, qui sont en général informels.

## Historique
Le mot « garden-party », dans le sens d'un « divertissement sur la pelouse ou le jardin d'une maison privée », apparaît en Angleterre au milieu du XIXe siècle. Dans les années 1860, la reine Victoria lance la tradition des garden-parties royales à Buckingham. À l'époque nommées « breakfast », elles se déroulent l'après-midi. On y pratique le lawn-tennis, le croquet, en s'y restaurant autour d'un buffet, parfois au son d'un orchestre.
En France, le mot fait son apparition dans le Grand Dictionnaire universel du XIXe siècle, dans les notices « Mode » et « Lawn-tennis », dans laquelle on peut lire : « On nomme en Angleterre "garden-party" des fêtes mondaines en plein air, qui ont lieu dans la journée (...) Les "garden-party" et le lawn-tennis tendent de plus en plus à s'acclimater en France. » Elles sont l'apanage de l'aristocratie.

## La garden-party de l'Élysée
La garden-party de l'Élysée était une réception annuelle donnée par le président de la République française dans les jardins du palais de l'Élysée le 14 juillet, jour de la fête nationale française, à laquelle étaient conviées de nombreuses personnalités et parfois, selon les présidents, des personnes du grand public. La tradition s'instaure aux alentours de 1888, sous l'impulsion de Cécile Carnot, l'épouse du président Sadi Carnot.